# Großsteingräber bei Beesewege
Die Großsteingräber bei Beesewege waren ursprünglich zwei megalithische Grabanlagen der jungsteinzeitlichen Tiefstichkeramikkultur bei Beesewege, einem Ortsteil von Bismark (Altmark) im Landkreis Stendal, Sachsen-Anhalt. Der Flurname „bei den Hünensteinen“ deutet zudem auf ein mögliches drittes Großsteingrab bei Beesewege hin.

## Lage
Das erhaltene Grab befindet sich 800 m südöstlich von Beesewege an der Grenze zu Kläden. Das zerstörte Grab befand sich etwa 750 m östlich des Ortes im Flurstück „die langen Stücke“ oder „der runde Busch“.
In der näheren Umgebung gibt es mehrere weitere Großsteingräber. Etwa 1 km nordöstlich des erhaltenen Grabes liegt das Großsteingrab Bülitz. 2,8 km nordöstlich befindet sich das Großsteingrab Hohenwulsch-Friedrichsfleiß. 2,6 km ostsüdöstlich liegt das Großsteingrab Kläden.

## Forschungsgeschichte
Das erhaltene Grab wurde erstmals von Johann Christoph Bekmann in seiner 1751 erschienenen Historischen Beschreibung der Chur und Mark Brandenburg erwähnt. Johann Friedrich Danneil führte im Jahr 1843 eine erste systematische Aufnahme aller Großsteingräber der Altmark durch. Das Grab befand sich damals noch in gutem Zustand, zudem konnte Danneil noch ein zweites, bereits weitgehend zerstörtes Grab ausmachen. Eduard Krause und Otto Schoetensack führten Anfang der 1890er Jahre eine erneute Aufnahme der altmärkischen Großsteingräber durch. Dabei stellten sie fest, dass das von Danneil entdeckte Grab mittlerweile restlos zerstört worden war. Auch das existierende Grab befand sich in einem sehr schlechten Zustand, da nach 1870 die meisten Steine beim Bau der Unterführung der Eisenbahnstrecke zwischen Bremen und Berlin (Amerikalinie) verwendet wurden, wo sie wohl noch heute liegen. 2003–04 erfolgte eine weitere Aufnahme und Vermessung aller noch existierenden Großsteingräber der Altmark als Gemeinschaftsprojekt des Landesamts für Denkmalpflege und Archäologie Sachsen-Anhalt, des Johann-Friedrich-Danneil-Museums Salzwedel und des Vereins „Junge Archäologen der Altmark“. Seit September 2020 ist das erhaltene Grab eine Station des archäologischen Wanderwegs „Hünengräber-Rundweg Bismark“.

## Beschreibung

### Das erhaltene Grab

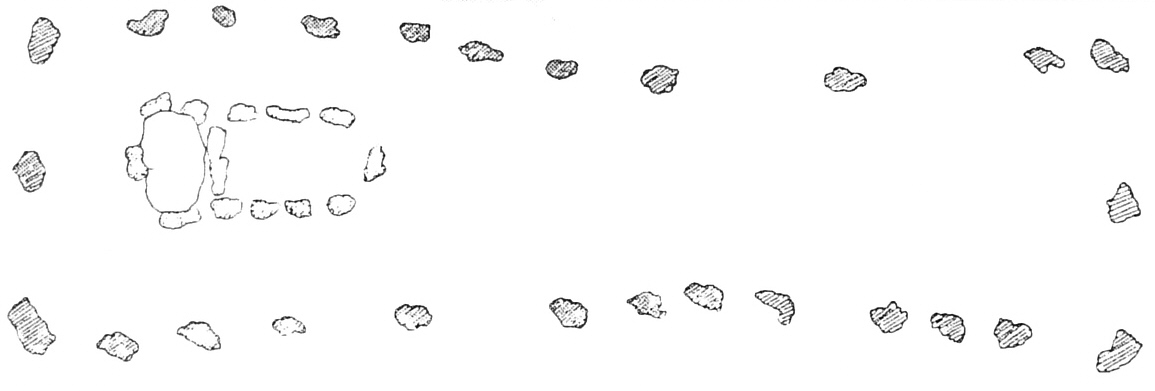
Grundriss des Grabes Beesewege nach Krause/Schoetensack

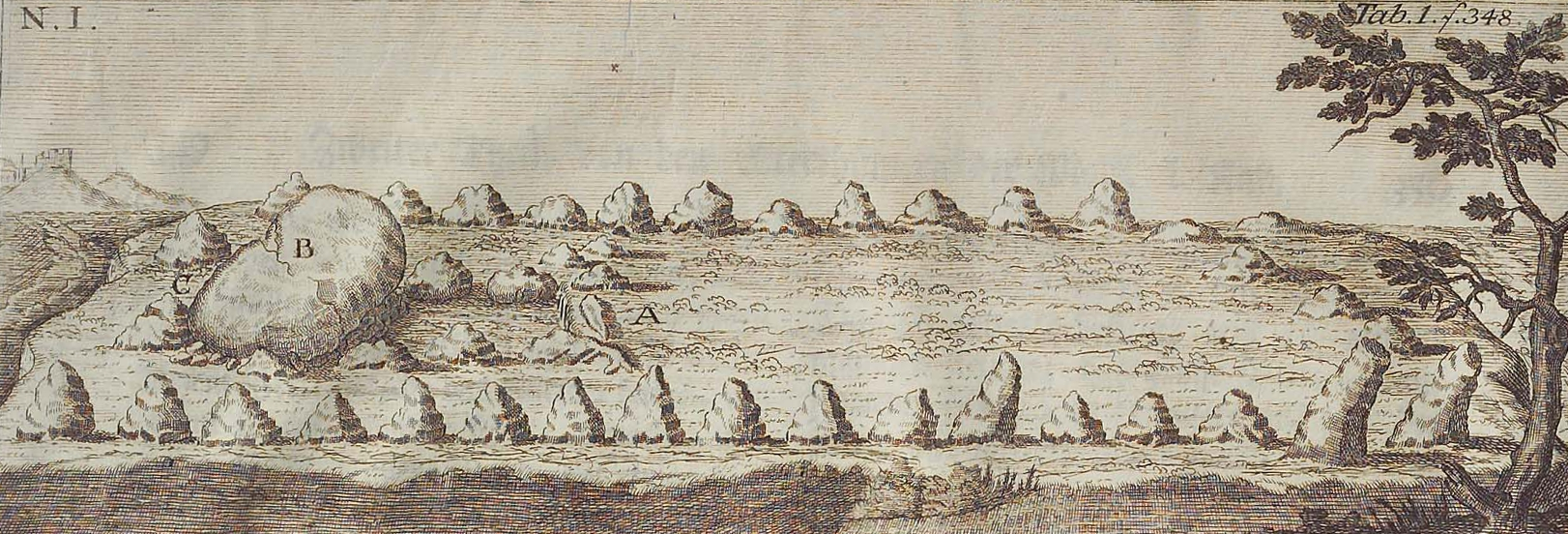
Das Großsteingrab Beesewege. Abbildung aus: Historische Beschreibung der Chur und Mark Brandenburg (1751)

Der Grabhügel ist noch erkennbar und weist eine größere Zahl von Vertiefungen auf, in denen ursprünglich vielleicht die Tragsteine der Grabkammer ruhten. Von der Kammer selbst sind nur noch zwei Steine erhalten, ein dritter, zerbrochener Stein stellt den letzten Überrest der Grabeinfassung dar. Trotz dieses schlechten Erhaltungszustandes lässt sich das ursprüngliche Aussehen des Grabes dank der Aufzeichnungen von 1751 recht genau rekonstruieren. Es gehörte nach Hartmut Bock, Barbara Fritsch und  Lothar Mittag zum Typ der Großdolmen, Hans-Jürgen Beier ordnet es hingegen als vermutliches Ganggrab ein. Es besaß eine trapezförmige, wahrscheinlich ost-westlich orientierte Umfassung (Hünenbett) mit einer Länge von 39,0 m und einer Breite zwischen 8,2 m und 12,5 m. An einer Langseite waren laut Beckmann noch alle 15 Wandsteine, an der anderen noch elf erhalten. An einer Schmalseite waren noch alle Steine erhalten, an der anderen fehlten sie hingegen. Die Grabkammer besaß zu dieser Zeit noch einen Deckstein mit den Maßen 3,2 m × 2,2 m, der auf fünf Wandsteinen ruhte. Sieben weitere Wandsteine standen offen da.

### Das zerstörte Grab
Die Anlage besaß eine Grabkammer mit einer Länge von 6,6 m und einer Breite von 3,5 m. An der Ostseite neigte sich laut Danneil ein großer „Ringstein“ nach innen. Es ist unklar, ob damit ein Umfassungsstein oder ein Wandstein gemeint war. An diesem lehnte ein weiterer Stein. Die Decksteine fehlten bei Danneils Untersuchung bereits. Der genaue Grabtyp lässt sich nicht mehr ermitteln. Über Funde ist nichts bekannt.